# Jaqueline de Jong
Jacqueline de Jong, född 3 februari 1939 i Hengelo i Overijssel, död 29 juni 2024 i Amsterdam, var en nederländsk målare, skulptör och grafiker.
Familjen flydde till utlandet vid den nazityska invasionen 1940. Mamman och Jaqueline hamnade i Schweiz med hjälp av den franska motståndsrörelsen. Åter i Nederländerna gick hon från 1947 i skola i Hengelo och Enschede.
År 1957 reste hon till Paris och arbetade i butik och studerade parallellt franska och drama. Hon utbildade sig därefter i drama från 1958 vid Guildhall School of Music and Drama i London och återvände till Amsterdam, där hon arbetade på Stedelijk Museum till 1961. Hon mötte i London 1959 Asger Jorn, som grundat konstnärsgruppen Cobra, och som hon levde samman med till 1970. 
Hon anslöt sig till situationisterna 1960. I början av 1960-talet var hon aktiv i konstnärskollektivet Drakabygget i Sverige som Jorn och Jørgen Nash bildat 1961. Mellan 1962 och 1968 redigerade och publicerade hon The Situationist Times i vilket hon involverade Gaston Bachelard, Roberto Matta, Wifredo Lam och Jacques Prévert. År 1968 var hon i Paris, sysselsatt med att trycka och distribuera revolutionära affischer.
Åren 1970–1989 var hon sambo med  galleriägaren och mässorganisatören Hans Brinkman och 1998 gifte hon sig med juristen Thomas H. Weyland [1931–2009). Tillsammans instiftade de 2009 The Weyland de Jong Foundation, som gav ekonomiskt stöd till avant-gardekonstnärer, som nått 50 års ålder.